# Robert Ardrey

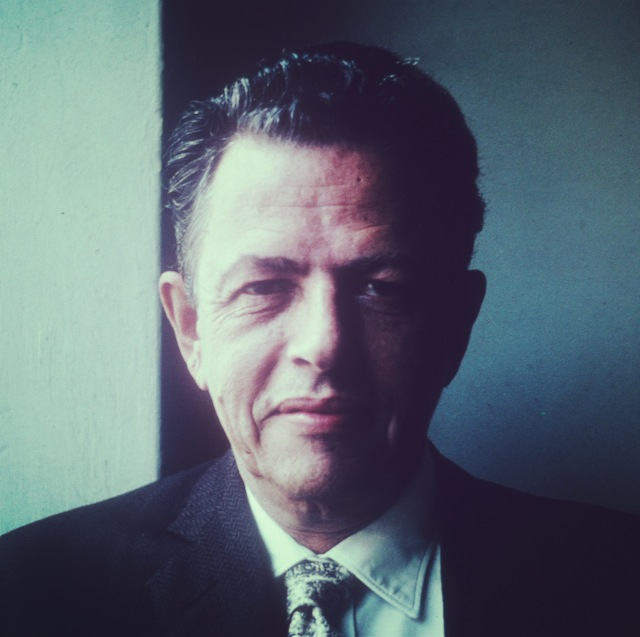
Robert Ardrey, ca. 1960

Robert Ardrey (* 16. Oktober 1908 in Chicago, Illinois; † 14. Januar 1980 in Kalk Bay in Südafrika) war ein US-amerikanischer Dramatiker, Drehbuchautor und Anthropologe, der in den 1950er Jahren eine akademische Ausbildung in Anthropologie und Verhaltensforschung durchlief. Zwei seiner meistgelesenen Werke sind African Genesis (1961) und The Territorial Imperative, die neben Desmond Morris’ The Naked Ape (1967) eine öffentliche Debatte in den 1960er Jahren auslösten, da sie frühere anthropologische Annahmen in Frage stellten. Arthur C. Clarkes und Stanley Kubricks Film 2001: Odyssee im Weltraum war ebenso von Ardreys Ideen beeinflusst wie Sam Peckinpah, dem der amerikanische Schauspieler Strother Martin Kopien von Ardreys Büchern überließ.

## Leben
Robert Ardreys Vater war der Redakteur und Verleger Robert Leslie Ardrey, seine Mutter Marie war eine geborene Haswell. Adrey war von 1927 bis 1930 Absolvent der University of Chicago in Natur- und Sozialwissenschaften, wo Thornton Wilder sein Mentor war. In den Jahren 1937 und 1938 hatte er ein Guggenheim-Stipendium inne. Er war Mitglied der Phi Beta Kappa und der Royal Society of Literature.
Seine berufliche Karriere nahm ihren Lauf, indem Ardrey dramatische Stücke schrieb wie Star Spangled (1936), Casey Jones (1938), Thunder Rock (1939) und Jeb (1946). Bereits 1940 schrieb er sein erstes Drehbuch They Knew What They Wanted, an das sich weitere Drehbücher reihten, darunter The Green Years (1946), nach einem Roman von A. J. Cronin, Die drei Musketiere (1948), beruhend auf Alexandere Dumas gleichnamigem Roman, Madame Bovary (1949) nach dem Roman von Gustave Flaubert, und Die vier apokalyptischen Reiter (Four Horsemen of the Apocalypse, 1962). Für sein 1966 entstandenes Drehbuch für den Monumentalfilm Khartoum wurde Ardrey für einen Oscar nominiert. Auch zwei Romane sind unter seinen Werken: World’s Beginning (1944) und Brotherhood of Fear (1952).
Ab Beginn der 1960er Jahre verlegte sich Ardrey darauf, Sachbücher auf dem Gebiet der Paläoanthropologie zu schreiben. Er stellte die Behauptung auf, dass aggressives Verhalten ein wesentliches Merkmal in der Evolution des Menschen sei. In seiner Jagdhypothese (The Hunting Hypothesis) popularisierte Ardrey Raymond Darts Modell, das er in seinem Buch Adventures with the missing link andeutete – die Jagd als Schlüssel zur Menschwerdung –, indem er die Vorfahren des Homo sapiens als erbarmungslose Wesen schilderte, die andere Hominiden töten und essen würden.
Ardrey war von 1938 bis 1960 mit Helen Johnson verheiratet. Der Ehe entstammen die Söhne Ross und Daniel. Kurz nach seiner Scheidung 1960 heirateten  Robert Ardrey und die südafrikanische Theaterschauspielerin Berdine Grunewald. Die zweite Ehefrau illustrierte später auch seine Bücher. Ardrey, der über fünfzehn Jahre in Italien gelebt hatte, verbrachte seine letzten zwei Lebensjahre in Südafrika.
Das Howard Gotlieb Archival Research Center in der Mugar Memorial Library an der Boston University beherbergt momentan die umfangreiche Sammlung von Werken, die Robert Ardrey hinterließ.

## Filmografie (Auswahl)
- 1938: Mein Mann, der Cowboy (The Cowboy and the Lady) ungenannte Drehbuchbeteiligung
- 1940: They Knew What They Wanted
- 1942: Thunder Rock (nur Stückvorlage)
- 1943: Harte Burschen – steile Zähne (A Lady Takes a Chance)
- 1946: Das Vermächtnis (The Green Years)
- 1947: Clara Schumanns große Liebe (Song of Love)
- 1948: Die drei Musketiere (The Three Musketeers)
- 1949: Der geheime Garten (The Secret Garden)
- 1949: Madame Bovary und ihre Liebhaber (Madame Bovary)
- 1950: The Schumann Story (Kurzfilm)
- 1955: Liebe, Tod und Teufel (Quentin Durward)
- 1956: Die Macht und ihr Preis (The Power and the Price)
- 1957: Leuchtfeuer (dt. Fernsehfilm, nur Stückvorlage, beruhend auf Thunder Rock)
- 1959: Heiße Grenze (The Wonderful Country)
- 1960: Schatten der Helden (nur Stückvorlage: Shadow of Heroes)
- 1962: Die vier apokalyptischen Reiter (The Four Horsemen of the Apocalypse)
- 1966: Khartoum
- 1975: Up from the Ape
- 1985: Theatre Night – Thunder Rock (Fernsehserie)

## Auszeichnungen/Nominierungen
- 1935 ausgezeichnet mit dem Sergel Drama Prize
- 1937 Guggenheim-Stipendium
- 1940 Sidney-Howard-Gedächtnispreis
- 1961 Theresa Helburn Gedächtnispreis
- 1963 Förderung der Wilkie Brüder für Anthropologie-Studien
- 1967 erhielt Ardrey eine Oscar-Nominierung in der Kategorie „Bestes Originaldrehbuch“ für den britischen Monumentalfilm Khartoum mit Charlton Heston und Laurence Olivier in den Hauptrollen. Gewinner der Trophäe waren jedoch Claude Lelouch und Pierre Uytterhoeven und der Film Ein Mann und eine Frau (Un homme et une femme).

## Werke (Auswahl)
- Worlds Beginning, 1944
- The Brotherhood of Fear, 1952
- African Genesis – A Personal Investigation into the Animal Origins and Nature of Man, 1961, deutsch: Adam kam aus Afrika. Auf der Suche nach unseren Vorfahren. Wien, Nymphenburger, 1967, ISBN 3-485-00605-X; als dtv-Taschenbuch: 1969.
- The Territorial Imperative – A Personal Investigation into the Animal Origins of Property and Nations, 1966
- The Social Contract. A Personal Inquiry into the Evolutionary Sources of Order and Disorder, 1970
- Aggression and Violence in Man. A Dialogue Between Dr. SB Leakey und Robert Ardrey, 1971
- The Hunting Hypothesis. A Personal Conclusion Concerning the Evolutionary Nature of Man, 1976
  - deutsch: Der Wolf in uns. Die Jagd als Urmotiv menschlichen Verhaltens. Wolfgang Krüger Verlag.
- Plays of Three Decades Thunder Rock/Jeb/Shadow of Heroes